# Stuart Benson
Stuart Benson est un bobeur britannique, né le 12 février 1981.

## Palmarès

### Jeux Olympiques
- : médaillé de bronze en bob à quatre aux Jeux olympiques d'hiver de 2014 à Sotchi  Russie à la suite de la disqualification des équipes russes.